# Lolita Dona
Pour les articles homonymes, voir Dona.
Lolita Angelina Dona (nom de jeune fille Peret), née le 18 avril 1984 à Tulle (Corrèze), est une karatéka française surtout connue pour avoir remporté l'épreuve de kumite individuel féminin moins de 60 kilos aux championnats du monde de karaté 2012 à Paris, en France.
Elle est mariée au karatéka Davy Dona.

## Résultats[2]
| Résultat           | Date          | Épreuve                                     | Catégorie | Compétition                                  | Ville hôte           |
| ------------------ | ------------- | ------------------------------------------- | --------- | -------------------------------------------- | -------------------- |
| Médaille d'or      | Février 2004  | Kumite individuel féminin moins de 60 kilos | Juniors   | Championnats d'Europe juniors et cadets 2004 | Rijeka, en Croatie   |
| Médaille de bronze | Mai 2009      | Kumite individuel féminin moins de 60 kilos | Seniors   | Championnats d'Europe 2009                   | Zagreb, en Croatie   |
| Médaille de bronze | Mai 2010      | Kumite individuel féminin moins de 60 kilos | Seniors   | Championnats d'Europe 2010                   | Athènes, en Grèce    |
| Médaille d'or      | Octobre 2010  | Kumite féminin en équipe                    | Seniors   | Championnats du monde 2010                   | Belgrade, en Serbie  |
| Médaille d'argent  | Octobre 2010  | Kumite individuel féminin moins de 60 kilos | Seniors   | Championnats du monde 2010                   | Belgrade, en Serbie  |
| Médaille d'argent  | Mai 2011      | Kumite féminin en équipe                    | Seniors   | Championnats d'Europe 2011                   | Zurich, en Suisse    |
| Médaille de bronze | Mai 2011      | Kumite individuel féminin moins de 60 kilos | Seniors   | Championnats d'Europe 2011                   | Zurich, en Suisse    |
| Médaille d'or      | Mai 2012      | Kumite individuel féminin moins de 60 kilos | Seniors   | Championnats d'Europe 2012                   | Tenerife, en Espagne |
| Médaille d'or      | Novembre 2012 | Kumite féminin en équipe                    | Seniors   | Championnats du monde 2012                   | Paris, en France     |
| Médaille d'or      | Novembre 2012 | Kumite individuel féminin moins de 60 kilos | Seniors   | Championnats du monde 2012                   | Paris, en France     |

## Distinctions et récompenses
Elle est Chevalier de l'Ordre national du Mérite le 14 novembre 2011.